# NGC 6444
NGC 6444 (również OCL 1023 lub ESO 393-SC30) – gromada otwarta znajdująca się w gwiazdozbiorze Skorpiona. Odkrył ją John Herschel 7 czerwca 1837 roku. Jest położona w odległości ok. 1,8 tys. lat świetlnych od Słońca.